# Liste der Monuments historiques in Dommartin-sur-Vraine
Die Liste der Monuments historiques in Dommartin-sur-Vraine führt die Monuments historiques in der französischen Gemeinde Dommartin-sur-Vraine auf.

## Liste der Immobilien
| Bezeichnung                     | Beschreibung                        | Standort               | Kennzeichnung | Schutzstatus | Datum | Bild           |
| ------------------------------- | ----------------------------------- | ---------------------- | ------------- | ------------ | ----- | -------------- |
| Wegekreuz                       | Stein, bezeichnet 1611              | Rue de l’Église (Lage) | PA00107134    | Classé       | 1908  |                |
| Château de Dommartin-sur-Vraine | Burganlage, 15. und 16. Jahrhundert | Rue de l’Église (Lage) | PA88000038    | Inscrit      | 2004  | weitere Bilder |
| Kirche St-Martin                | ab dem 16. Jahrhundert              | Rue de l’Église (Lage) | PA88000039    | Inscrit      | 2004  |                |

## Liste der Objekte
| Bezeichnung                       | Beschreibung                           | Standort                       | Kennzeichnung | Schutzstatus | Datum | Bild |
| --------------------------------- | -------------------------------------- | ------------------------------ | ------------- | ------------ | ----- | ---- |
| Skulptur Madonna mit Kind         | Stein, farbig gefasst, 15. Jahrhundert | in der Kirche St-Martin (Lage) | PM88000277    | Classé       | 1908  |      |
| Grabstein für Errard de Dommartin | Stein, 1520                            | in der Kirche St-Martin (Lage) | PM88000278    | Classé       | 1951  |      |